# ASMR

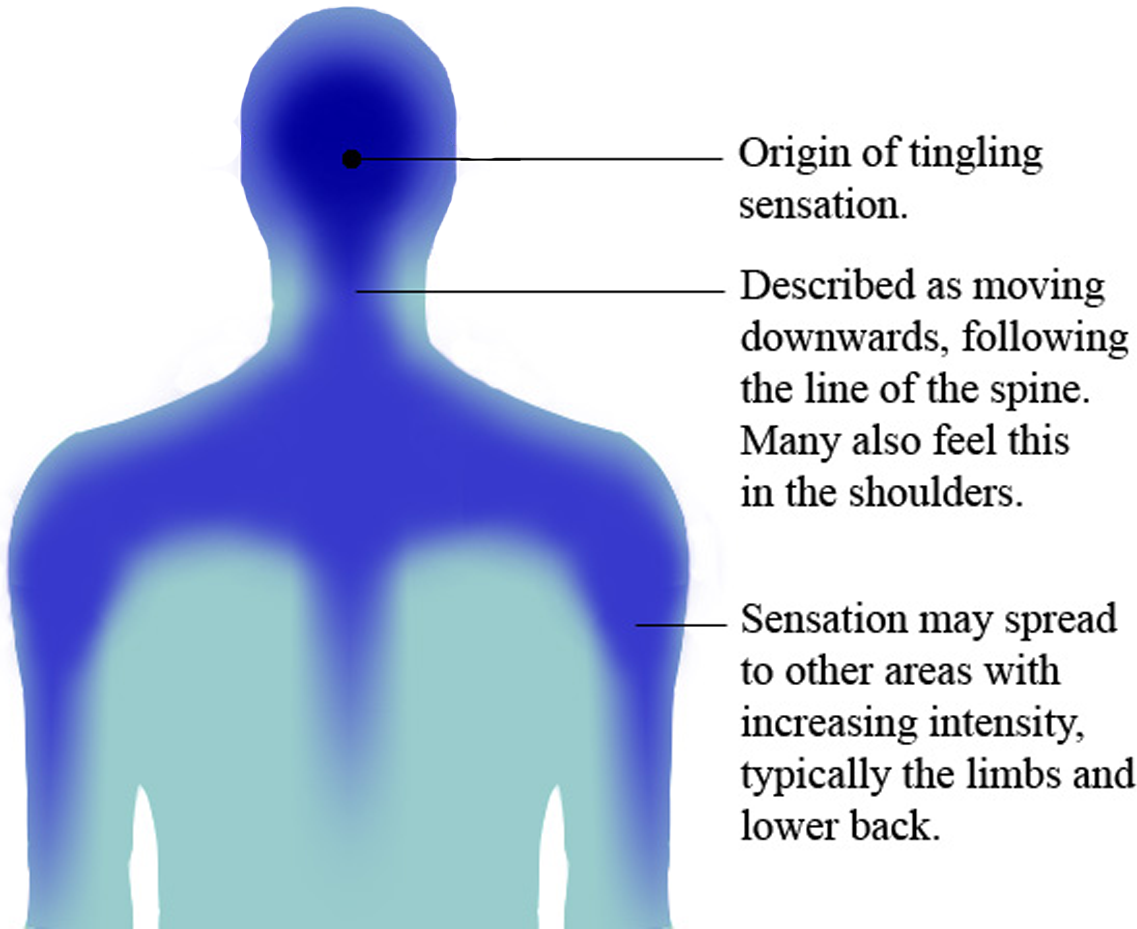
Ilustracja przedstawiająca przebieg mrowienia ASMR

ASMR (ang. autonomous sensory meridian response, często tłumaczone niezgodnie z etymologią jako „samoistna odpowiedź meridianów czuciowych”) – zjawisko przyjemnego mrowienia w okolicach głowy, szyi i innych obszarach ludzkiego ciała. Zjawisko to może zostać wywołane poprzez wizualne, słuchowe, dotykowe i zapachowe bodźce zewnętrzne.
Charakter i kwalifikacja zjawiska ASMR została kilkukrotnie przebadana naukowo – po raz pierwszy przez Emmę L. Barratt i Nicka J. Davisa – z publikacji m.in. wynika że odczuwalne zjawisko ASMR jest faktyczną aktywnością mózgu, która ma dobroczynny wpływ na zdrowie. Przypuszcza się, że zamyka obszary mózgu odpowiedzialne za stres. Wykazano, że 97% ludzi odczuwających ASMR, wywołuje to zjawisko u siebie tuż przed pójściem spać. ASMR jest czasem określane mianem „orgazmu mózgu”, chociaż profesjonalne zabiegi wywołujące ASMR nie są w żaden sposób powiązane z erotyką, a jedynie 3% populacji odczuwa ASMR w innej formie niż relaksacyjnej.
Pojawiły się filmy, których celem jest wywołanie ASMR – do 2018 roku w serwisie YouTube opublikowano ponad 13 milionów takich filmów.

## Pochodzenie nazwy
Nazwa autonomous sensory meridian response została użyta po raz pierwszy przez Jennifer Allen w 2010 roku. Autonomous oznacza samorzutność reakcji na bodźce zewnętrzne. Sensory i response należy tłumaczyć dosłownie i interpretować jako odpowiedź mózgu na te bodźce. Słowo meridian zdaniem Jennifer Allen jest nawiązaniem do stanu euforii.

## Wyzwalacze
Ludzie, którzy doświadczyli zjawiska ASMR, powołują się na różne bodźce, jakie stały się dla nich wyzwalaczami. Na portalu YouTube znajdują się tysiące filmów, w których wyzwalaczem ASMR są łagodnie wypowiadane zdania, szepty oraz przeróżne dźwięki jak np. skrobanie, szuranie, dźwięk suszarki do włosów, dźwięk nożyczek fryzjerskich itp. Ponadto wyzwalaczem może być delikatne muśnięcie np. karku lub sam bodziec wizualny w postaci np. masażu karku. Najczęściej jednak do zjawiska ASMR dochodzi w przypadku połączenia ze sobą co najmniej 2 bodźców np. wizualnego i słuchowego. Wywołanie ASMR stało się możliwe zdalnie, głównie dzięki filmom nagranym z użyciem technologii nagrywania binauralnego.

## Reakcja środowiska naukowego
Steven Novella, dyrektor Wydziału Neurologii w Yale School of Medicine i aktywny działacz na rzecz sceptycyzmu naukowego, twierdzi, że brakuje dowodów naukowych, które potwierdziłyby zjawisko ASMR. Jednocześnie postuluje on użycie obrazowania metodą rezonansu magnetycznego oraz przezczaszkowej stymulacji magnetycznej w celu zbadania mózgów ludzi doświadczających zjawiska ASMR. Sugeruje on również, że ASMR może być rodzajem aktywności aktywującej ośrodek przyjemności w podwzgórzu.
Tom Stafford, wykładowca psychologii i nauk poznawczych na University of Sheffield, powiedział, że zjawisko ASMR może być prawdziwe, lecz z natury jest trudne do zbadania. Wewnętrzne doświadczenia są obiektem wielu badań psychologicznych, jednak jeśli jakaś osoba przeżywa coś, co nie zdarza się powszechnie, to z naukowego punktu widzenia czasem nie ma możliwości stwierdzenia, czy takie doświadczenia faktycznie mają miejsce. Można to porównać do przypadku synestezji – zjawiska przez lata uważanego za mit, aż do roku 1990, gdy możliwe okazało się udowodnienie istnienia tego fenomenu.
Według Edwarda J. O’Connora, neurologa w Santa Monica College, przeszkodą, aby dokładnie zbadać zjawisko ASMR, jest to, że nie ma pojedynczego impulsu, który wyzwalałby ASMR dla wszystkich.
Psychiatra Michael Yasinski wspiera zasadność ASMR i uważa, że jest to zjawisko podobne do medytacji: poprzez skupienie i relaks ASMR może wyłączać części mózgu odpowiedzialne za stres i niepokój.